# Ōnakatomi no Yoshinobu
Ōnakatomi no Yoshinobu (大中臣能宣?   921-991) también conocido como Ōnakatomi no Yoshinobu Ason (大中臣能宣朝臣?) fue un poeta waka y noble japonés de mediados del período Heian. Su sobrina era la famosa poeta del período Heian, Ise. Fue designado miembro de los treinta y seis poetas inmortales y uno de sus poemas fue incluido en la famosa antología Hyakunin Isshu, pero existe una teoría que plantea que esta entrada en la antología no fue realmente escrita por él.
Como uno de los Cinco hombres de la cámara de la pera (梨壺の五人), Yoshinobu asistió a la recopilación del Gosen Wakashū. También trabajó en la compilación del kundoku (訓読), lecturas de textos del Man'yōshū.
Los poemas de Ōnakatomi no Yoshinobu están incluidos en varias antologías de poesía oficiales, incluyendo el Shūi Wakashū. También se mantiene una colección personal conocida como Yoshinobushū (能宣集).

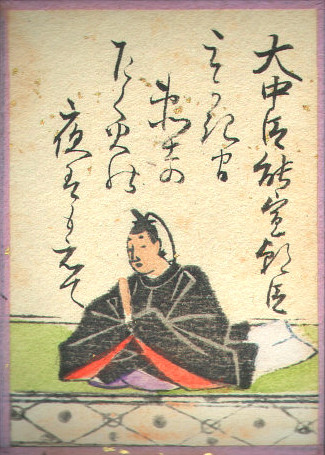
Ōnakatomi no Yoshinobu, del Ogura Hyakunin Isshu.